# Laxus Dreyar
Laxus Dreyar (ラクサス・ドレアー Rakusasu Doreā) é um Mago Classe-S da guilda Fairy Tail, neto do Mestre de Guilda, Makarov Dreyar, e o filho do Mestre da Raven Tail, Ivan Dreyar. Após a dissolução da fairy tail, ele se juntou a guilda Blue Pegasus, juntamente com a Tribo do Deus do Trovão. No entanto, após a reforma da Fairy Tail, ele saiu da Blue Pegasus e retornou para sua antiga guilda junto com a equipe. [1]

## Aparência
Fairy Tail, ele saiu da Blue Pegasus e retornou para sua antiga guilda junto com a equipe
Laxus é um homem muito alto e musculoso jovem com olhos alaranjados (retratados com azul/ cinza no anime); o cabelo está penteado para trás, suas inúmeras vertentes pontiagudas que também estão para trás, apesar de algumas caírem em um pequeno topete na testa. Ele tem uma distinta
Aparência de Laxus durante os Grandes Jogos mágicos
cicatriz
Aparência de Laxus durante os Grandes Jogos mágicos em forma de raio no olho direito. E era
muito parecido com seu pai e seu avô, seus olhos tem olheiras, com cada um deles possuindo uma única, pestana proeminente que se projeta para fora. Laxus era sempre visto usando aparelhos eletrônicos musicais assim como o fone de ouvido, ele gostava de Rock&Roll clássico. Antes vestia um casaco de couro preto com bordas distorcidas e no final de cada uma das duas mangas. Na maioria das vezes, usava uma camisa verde e calças com manchas marrons, depois de ser visto com o mesmo casaco, porém, com uma camisa roxa e uma calça azul escura. Durante a saga do Exame Mago Classe S, foi visto em um terno que cobre todo o corpo. Tem uma tatuagem no peito esquerdo e abaixo tem o seu símbolo da Fairy Tail, ambos de cor preto. Atualmente ele vesti uma luva de flanela azul marinho muito escuro equipado com calças vermelhas e sapatos preto que combinam com o mesmo casaco de sempre.

## Personalidade
Durante sua juventude, Laxus foi extremamente gentil, muito ligado a seu avô Makarov, e muito admirado pela Fairy Tail. [2][3] Isso, no entanto, alterou imediatamente pelo banimento de seu pai, junto ao crescente pensamento e suspeita de que sua fama era apenas um resultado de ser neto de Makarov, e não de suas próprias habilidades, o deixando ansioso para provar a si mesmo como um forte mago. [4]
camaradas. Ele acreditava ser o membro mais forte da Fairy Tail, desprezando aqueles que considerava fraco, até mesmo resolver prejudicá-los sempre que pisassem em seu caminho. [5][6] Laxus parecia se importar muito pouco sobre seus companheiros de guilda, geralmente sugerindo que eles tinham que dar-lhe algo, a fim de adquirir a sua ajuda; em um desses casos, quando ele foi convidado para ajudar durante o confronto da Fairy Tail contra Phantom Lord, ele também provou ser bastante lascivo, oferecendo-se para ajudar seus companheiros apenas se Lucy Heartfilia se torna-se sua namorada. [7]
Nem mesmo sua confiável Tribo do Deus do Trovão foram poupados desse tratamento, como visto quando Laxus quase bateu em Freed Justine com um de seus ataques relâmpagos para contradizê-lo. [8] As únicas coisas que ele parecia realmente se preocupar foram a força e a reputação da Fairy Tail, e ele fica furioso cada vez que alguém faz piada com ele. [9] Durante sua batalha com Natsu Dragneel e Gajeel Redfox, ele foi mostrado entrando em um estado mais furioso, em que mostrou o lado mais cruel de si mesmo, estando disposto a rir de uma possível morte iminente de Makarov e aniquilar não só a Fairy Tail, mas também todos os habitantes de Magnolia, para seus objetivos. [10]
No entanto, depois de sua expulsão, parece que a sua atitude mudou. Ele parece muito mais leve e sereno, e, aparentemente, tem crescido amante da guilda em seu estado atual. Ele também estava disposto a assumir toda a responsabilidade dos crimes para si mesmo, para que a Tribo do Trovão permanece-se membros da guilda, mesmo encorajando-os por enquanto. Mesmo antes de sua expulsão, Freed alegou que Laxus herdou não só o talento mágico de Makarov, mas também seu coração para cuidar de seus companheiros, algo mostrado quando nenhum de seus companheiros de guilda ou o povo da cidade de Magnolia foram afetados pelo seu Fairy Law. [11]
Durante o desfile de Fantasia, Makarov, ao lado de toda a Fairy Tail, silenciosamente disse para Laxus que ele sempre estaria cuidando dele logo antes de sua partida, ele derramou lágrimas e estava envergonhado de suas ações anteriores.[12]
Enquanto ele é um candidato provável para suceder seu avô na liderança da Fairy Tail, Makarov inicialmente acreditava nas intenções de Laxus "que ainda não estava certo", algo comprovado quando Laxus afirmou que, se tivesse herdado a liderança da Fairy Tail, ele teria eliminado todos os membros fracos para criar uma guilda mais forte no país. Isso, no entanto, parece ter mudado após a sua expulsão e "redenção", como Makarov foi visto confiando a sua vontade de longe depois de seu breve confronto com Hades. [13]
Como um Dragon Slayer, Laxus sofre da doença do movimento, embora ele seja ache extremamente vergonhoso admitir isso. [14]

## História
Como muitos membros da guilda, Laxus tem sido parte da Fairy Tail desde que ele era uma criança, uma vez que ele também é neto de Makarov. Em algum momento durante a sua infância, o pai de Laxus, Ivan Dreyar, implantou uma Lacrima de Dragão em Laxus, concedendo-lhe a Magia do Dragon Slayer do Relâmpago, [15] Quando ele cresceu, Laxus constantemente sentia-se preso em uma sombra por ser o neto de Makarov, e, com o resultado, sentiu que nunca obteve o crédito que merecia.
A partir de então, Laxus prometeu tornar-se mais forte e superar Makarov para que ele pudesse provar a si mesmo e tornar-se um homem em seu próprio direito. O pai de Laxus mais tarde foi expulso da guilda por ser um perigo para os outros membros Fairy Tail. Este incidente enfureceu Laxus, e ele tentou convencer Makarov para permitir que seu pai volte para a guilda, pois ele ainda era membro da família; apesar disso, Makarov recusou. o pai de Laxus então criou sua própria guilda, Raven Tail. [16] Laxus alcançou o posto de Mago Classe-S no ao X778, com 17 anos de idade. [17]

## Sinopse
Arco Ilha Galuna
Laxus em sua primeira aparição surge comentando sobre Mystogan, e é impedido de lutar com Natsu por seu avô. Mais tarde, quando é revelado que Natsu e Happy tinham pegado uma missão Classe-S sem permissão, Laxus, é questionado por Mirajane, e afirma ter visto um objeto voador pegar um cartaz de missão classe-s, mas ele não fez nada sobre isso, alegando que ele não sabia que era Happy. Laxus então se recusa a ir e trazer Natsu de volta.

## Arco Phantom Lord
Laxus não se preocupa em vir auxiliar Fairy Tail durante a guerra contra a Phantom Lord; ele diz que vai ajudar apenas se Lucy Heartfilia se torna-se sua namorada e Cana Alberona fala que ele só pensa por si só. Enfurecida por isto, Mirajane quebra o orbe que eles estavam usando para falar com ele. Mais tarde, após o término da guerra, Laxus mostra-se muito e age com muita arrogância, zombando da derrota contra Gajeel e afirma que se ele tivesse lá, Phantom Lord não teria os trazido tanto dano. Isso agrava Natsu até o ponto onde ele quase soca Laxus, mas com seus poderes, ele evita o confronto, afirmando que ele irá remover todos os membros fracos da Fairy Tail, uma vez que ele se tornar Mestre da Guilda.

## Arco Batalha na Fairy Tail
Enquanto em um trabalho, ele ouve algumas pessoas falando sobre travessuras hilariantes da Fairy Tail em um bar. Ele, então, vai até eles e os assuta com um clarão. Um homem-macaco nomeado de Zato começa repetidamente a falar mal sobre a Fairy Tail, o que torna Laxus furioso e começa a provocá-lo o fazendo explodir Zato com seus relâmpagos.

## Magias e Habilidades
Magia de Raio (雷系各種魔法 Kaminari Kei Kakushu Mahō): Magia principal de Laxus na qual possui grande maestria. Ela lhe permite produzir e manipular raios e eletricidade à sua vontade.[18] Laxus, com o seu grande domínio de magia de relâmpago, provou-se capaz de conjurar raios de eletricidade podendo ser de frágeis, suficientemente quente para aquecer uma arma de metal [19] ou ter um poder devastador [20] para infligir danos. Através de seu uso, Laxus tanto pode gerar um raio em seu corpo, [21], mas também fazê-lo aparecer em praticamente qualquer lugar para atacar os seus adversários, os pegando de surpresa. [22] Ao gerar eletricidade em diferentes partes do seu corpo, ele é capaz de aumentar a força de seus golpes físicos, [23] e se cobrir com o elemento para ganhar impulso extra. [24] A luz brilhante do seu raio pode ser também usada para deixar os inimigos momentaneamente cegos. [25] Além disso, esta magia permite Laxus transformar seu próprio corpo em um raio, a fim de evitar ataques inimigos, movimentar-se em alta velocidade e atacar todos os adversários que cruzarem seu caminho. [26] Após um ano, Laxus cresceu poderoso o suficiente para ser capaz de negar facilmente ataques de um dos Spriggan 12, Ajeel, [27].
- Plácio do Trovão (神鳴殿 Kaminari Den): Laxus cria múltiplas esferas de magia de relâmpago que ficam suspensas no ar girando em forma circular. Quando todas as esferas são liberados ao mesmo tempo, tudo abaixo e acima de seu círculo é atingido por raios poderosos equivalentes ao número de esferas. Estes raios foram ditos poderosos o suficiente para destruir toda a cidade de Magnolia, se forem utilizadas todas as esferas. O palácio do trovão também é altamente perigoso de se destruir. Se alguma das esferas forem destruídas por alguma magia, o mago que a lançou instantaneamente sofre o dano dentro da esfera por meio da Magia de Link Orgânico [28]

- Corpo de Raio: Através da utilização de sua magia, Laxus é capaz de transformar seu próprio corpo em eletricidade, transformando-se em um raio, cujo tamanho pode variar de meras faíscas, em um movimento rápido [26] a grandes pilares de relâmpagos [29]. Esta forma de magia também permite Laxus escapar de golpes mágicos, se tornando intangível e rapidamente aparecer ao seu destino a partir de lugares longe da vista como estivesse se teletransportando [30], e até mesmo eletrocutar tudo em seu caminho [31].

- Fulminato de Mercúrio', - Deus do Trovão (雷汞・赩御雷, ライコウ・アカミカズチ, Raikō: Akamikazuchi): Uma técnica elaborada em uma homenagem a seu bisavô, Yuri Dreyar, este raio em particular é notavelmente diferente, já que é na cor vermelho-escuro. Além disso, Laxus descreveu como sendo um "raio que vai além do próprio raio", e usou-o para derrotar Wahl Icht, que era imune a golpes eletricidade, ao utilizar a propriedade única deste raio, explodindo seu inimigo Machina. [32]

Magia de Dragon Slayer do Raio (雷 の 滅 竜 魔法 Kaminari não Metsuryū Mahō): Uma forma de magia de Dragon Slayer que dá Laxus o poder e características de um dragão. Por ser um mago do tipo Slayer, Laxus pode comer o elemento que utiliza, tornando-o imune a relâmpagos [33] seus ataques, mesmo com a Magia de Raio se tornam ainda mais destrutivos.; No entanto, eles podem ser redirecionados por objetos de metal que funcionam como "pára-raios", como mostrado quando Gajeel usou seu braço revestido de ferro para salvar Natsu. Laxus vem mantendo esta capacidade de todos os seus companheiros de guilda, mesmo Makarov, afirmando que ele está farto de sermões de seu avô. [34] Laxus adquiriu sua magia através da implantação de um lacrima de Dragon Slayer em seu corpo, feito por seu pai, julgado pelo mesmo ser "frágil" mesmo tendo um potencial enorme. [35] Isto classifica Laxus como um Dragon Slayer de Segunda Geração.
- Raio Furioso (レイジングボルト Rējingu Boruto): Laxus levanta o punho e diz "ressoando através do ar, o rugido do trovão, mergulhe dos céus e colha a destruição!". Um grande raio, então, descer sobre o alvo. O verdadeiro efeito dessa técnica não visto pois o alvo foi puxado para fora do caminho por Gajeel Redfox do golpe o acertar. [36]

- Rugido do Dragão do Raio (雷竜の咆哮 Rairyū no Hōkō): Laxus cria um raio em sua boca e o libera em um jato concentrado, destrutivo, capaz de destruir tudo em uma ampla área a frente dele. O efeito especial deste ataque, além dos altos danos causados, é que, mesmo se o alvo sobreviver, o raio o paralisa até certo ponto, deixando-o dormente e impedindo-o de escapar de possíveis outros golpes. [37] E ao mover a cabeça enquanto lança o golpe, ele pode alterar a trajetória, a fim de acertar os inimigos que não estão na sua frente.

- Alabarda do Céu do Dragão do Raio (雷竜・方天戟 Rairyū Hōtengeki):. Laxus rapidamente molda uma lança enorme composta por um raio, que Laxus passa a atirar no inimigo. De acordo com Freed Justine, essa magia é forte o suficiente para matar um Natsu enfraquecido.

- Punho Demolidor do Dragão do Raio (雷竜の内訳拳 Rairyū no Hōken): Laxus reúne uma grande quantidade de raios em torno de um dos seus punhos, dobra o braço e, em seguida, estende o punho para frente em um movimento de perfuração, o raio toma a forma de um punho. Quando ele acerta o inimigo, além de infligir danos sobre eles, a eletricidade os atordoa. [38]

- Mandíbula do Dragão do Raio (雷竜の顎 Rairyū no Agito): Laxus junta as mãos e acerta o alvo com os dois punhos fechadosm causando-lhe um dano grave; a eletricidade é descarregada na área circundante, fortemente danificando-o. Esta técnica é demonstrada ser extremamente poderosa, derrotando Tempester, um dos Demônio dos livros de Zeref, ao mesmo tempo um membro do dos Nove Portões Demoníacos, apenas neste golpe.

Arte Secreta do Dragon Slayer (滅竜奥義 Metsuryū Ōgi):
- Urro do Trovão(鳴御雷 Narumikazuchi): Laxus carrega sua magia e soca seu oponente com um punho junto ao relâmpago que libera uma grande quantidade de relâmpagos ao impactar com o alvo pretendido, danificando fortemente o alvo e eletrocutando-o, ao mesmo tempo, afastando-os com uma força imensa . Isto foi visto pela primeira vez em sua luta contra Jura Neekis. [39]

- Projeção de Pensamento (思念体 Shinentai): Laxus pode criar uma projeção de pensamento de si mesmo, como quando usou uma para ameaçar Makarov e os outros membros da Fairy Tail. A projeção é intangível, impermeável a qualquer ataque, que lhe permite comunicar a longas distâncias sem a necessidade de deixar a sua localização ou expor-se à ameaça. [40]

- Fairy Law (フェアリーロウ Fearī Rō): Um feitiço lendário e uma das Três Grandes Magias das Fadas, a Fairy Law usa uma luz extremamente forte para atacar todos que o usuário considera um inimigo em uma ampla área. [41] Esta técnica rara é iniciada por Laxus liberando uma quantidade imensa de poder mágico e depois mandando-o na forma de luz brilhante entre as mãos; [42] Tal luz é liberada em uma onda em torno dele ao falar "Fairy Law, ativar!". O feitiço simplesmente elimina todos os que o usuário reconheça como inimigo, derrotando-os de uma só vez. [43]

- Jutsu Shiki (術式 Jutsu Shiki): Laxus aprendeu com Freed como criar uma barreira de Jutsu Shiki. Cada barreira possui "regras" específicas, que são criadas livremente por Laxus, e que devem ser cumpridas para que os presos dentro das barreiras sejam capazes de deixá-la. O usuário também pode determinar "leis" para aqueles dentro das barreiras, podendo incapacitá-los de usar magia, deixá-los sem oxigênio, entre outros.

Mestre de Combate Corpo-a-Corpo: Além de seus poderosos ataques mágicos, Laxus mostrou uma propensão para o combate corpo a corpo, demonstrando grande domínio no combate desarmado, sendo forte o suficiente para manter facilmente a mão superior contra Natsu na a maioria de suas lutas, para atacar Hades várias vezes diferentes em rápida sucessão com ele ser incapaz de contrariar. Seu estilo de luta é uma luta ofensiva, brutal e direta, contando com uma grande variedade de socos, pontapés e até cabeçadas, que são mostrados para ser ao mesmo tempo forte e rápido; tais movimentos também pode ser combinado com técnicas de sua magia relâmpago com extrema fluência de grande efeito.
Imenso Poder Mágico: Laxus possui um imenso nível de poder mágico, que, condizente com sua magia, manifesta-se na forma de eletricidade. Isto pode aparecer em volta de seu corpo em várias quantidades, de faíscas simples, quando ele quer intimidar os adversários ou quando está incomodado, para uma aura de relâmpago potente em torno dele, que danifica a área em volta, quando ele está enfurecido. Neste último estado, o relâmpago, começa a aparecer a partir de seus olhos e boca. Ele foi o único membro da Fairy Tail. Além disso, durante sua luta com Mystogan, ele mostrou a capacidade de dissipar ilusões até mesmo de altos níveis.
Imensa Durabilidade: Laxus demonstrou extrema durabilidade, sendo jogado através sobre uma parede, a quebrando, sem danos ou uma pequena lesão. Também ficou ileso contra Natsu e os ataques de Gajeel. Durante a sua batalha, continuando a lutar como se nada tivesse acontecido, exibindo uma quantidade incrível de resistência, mesmo para um Dragon Slayer. Ele também foi capaz de sobreviver a um ataque com força total de Hades depois de emprestar todo o seu poder mágico para Natsu e, assim, ser atingido por um feitiço em toda a sua espantosa força; um feito que foi comentado pelos observadores nas proximidades.
Força Aprimorada: Laxus possui uma grande quantidade de força física, sendo capaz de lutar com uma força esmagadora contra alguém tão forte fisicamente como Natsu, mesmo sem a sua magia. Também foi capaz de facilmente bloquear um chute da Erza Scarlet com uma única mão.
Resistência Imensa: Laxus tem demonstrado possuir uma grande quantidade de resistência física, sendo capaz de facilmente manter a mão superior contra Gajeel Redfox e Natsu Dragneel, dois companheiros Dragon Slayers, ao mesmo tempo, depois de se segurar contra Erza Scarlet e Mystogan, dois companheiro Magos Classe-S, ao mesmo tempo que mostra quase nenhum sinal de cansaço. Além disso, durante sua luta com Hades, depois dar toda a sua magia dentro de si mesmo para Natsu, ele ainda era capaz de atacá-lo logo mais.
Reflexos Imensos: Laxus tem apresentado reflexos extremamente afiados e um alto grau de rapidez e agilidade: ele foi mostrado capaz de escapar de um ataque de combinação de Natsu e Gajeel, conseguindo desviar seus ataques corpo a corpo e ao mesmo tempo contra-atacar com suas magias. Ele também foi capaz de reagir a Hades rápido o suficiente para evitar seus golpes. Sua velocidade era suficiente para ele para derrotar facilmente a totalidade do Principais membros da guilda da Raven Tail, incluindo seu pai Ivan Dreyar, com Laxus reagir rapidamente a golpes de seus oponentes e, em seguida, contra-atacar com sua magia e com movimentos de corpo a corpo; o mesmo aconteceu durante seu confronto com Tempester, e isso enquanto o último foi aumentando a sua velocidade, através da utilização da sua maldição.

## Ver Também
Fairy Tail
Natsu Dragneel
Lucy Heartfilia
Erza Scarlet